# Каліна (Західнопоморське воєводство)
Каліна (пол. Kalina, нім. Meierei) — село в Польщі, у гміні Славобоже Свідвинського повіту Західнопоморського воєводства.